# Stevenshof

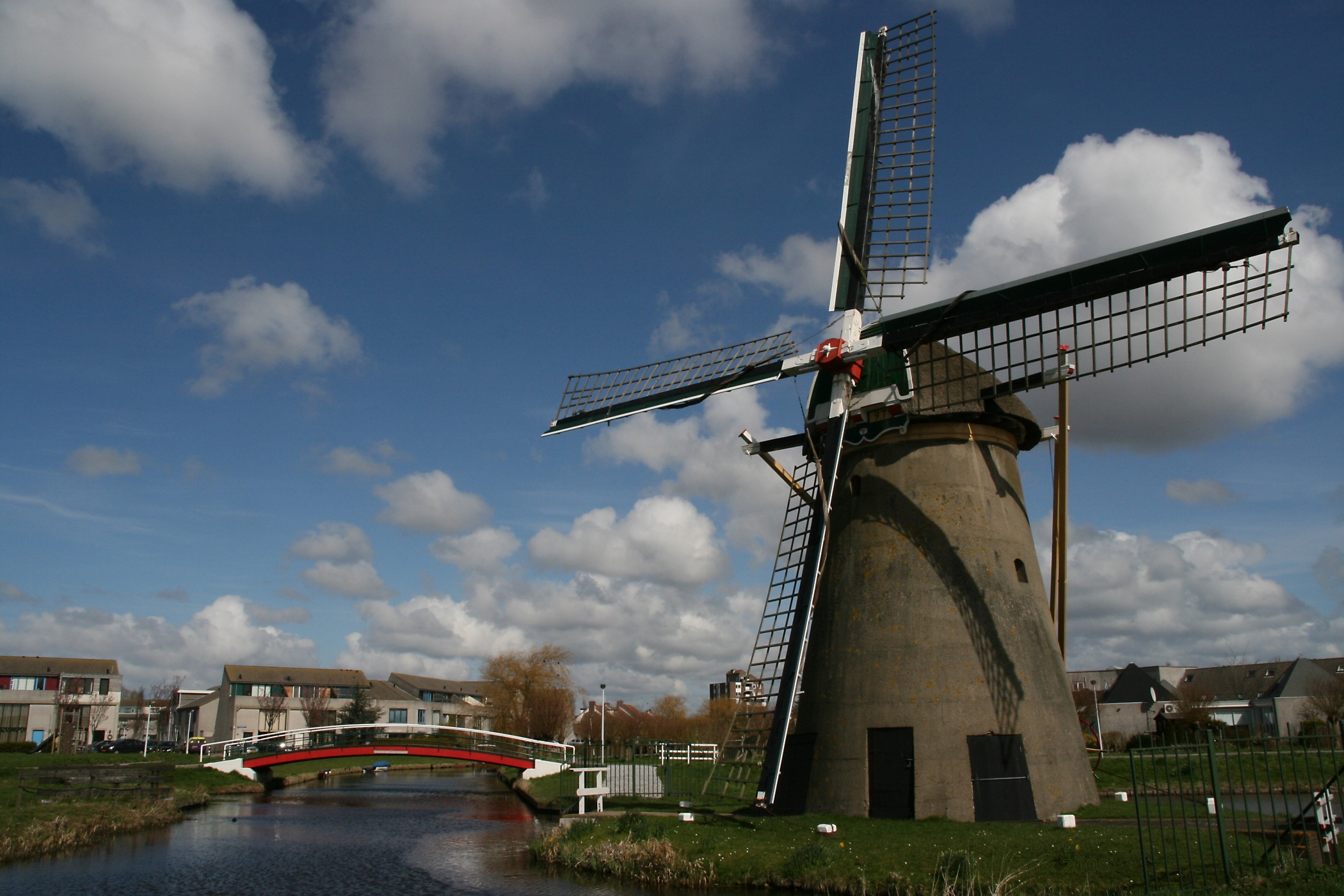
De Stevenshofjesmolen aan de rand van de wijk

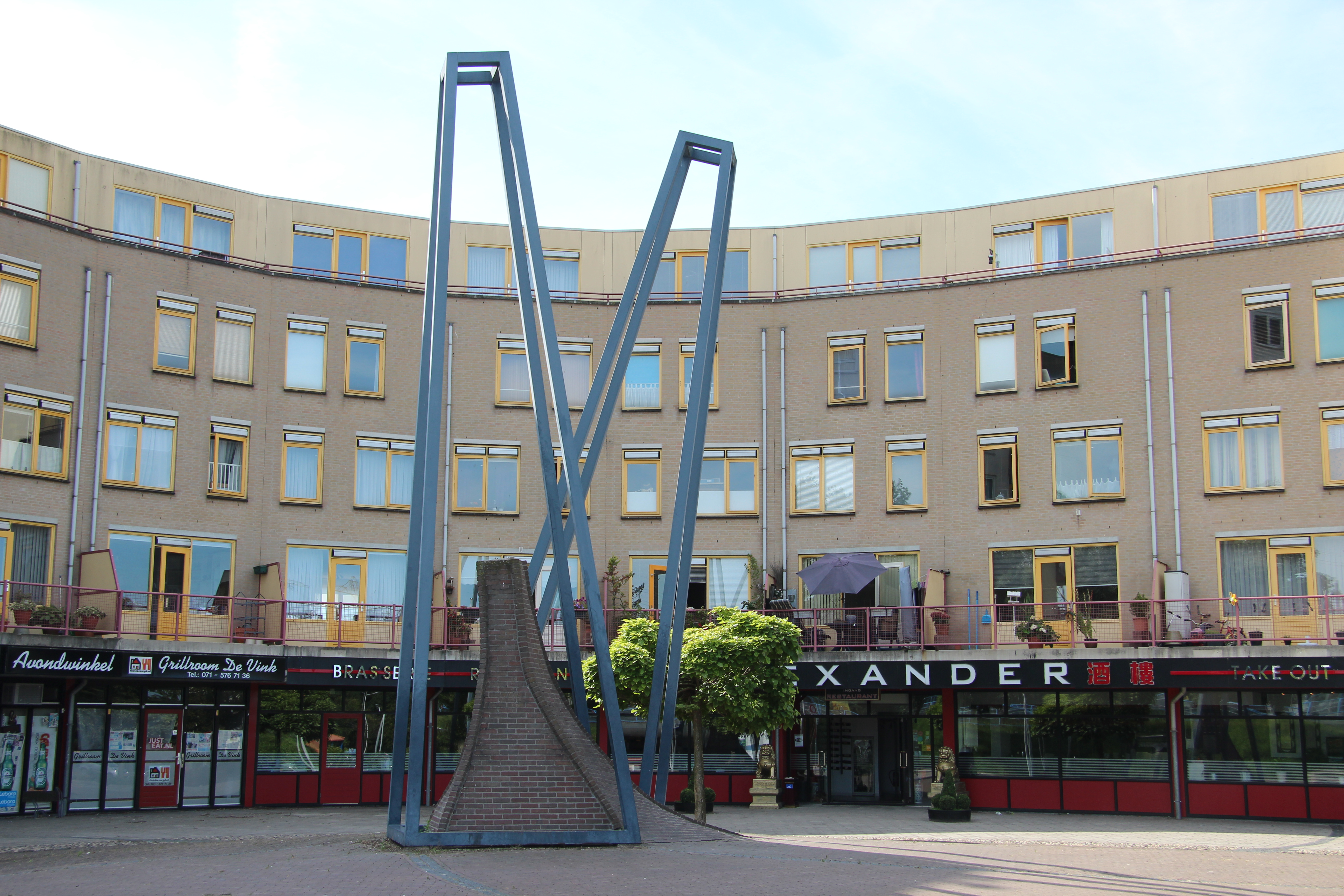
Monument voor Joke Smit bij Station De Vink (Cune van Groeningen)

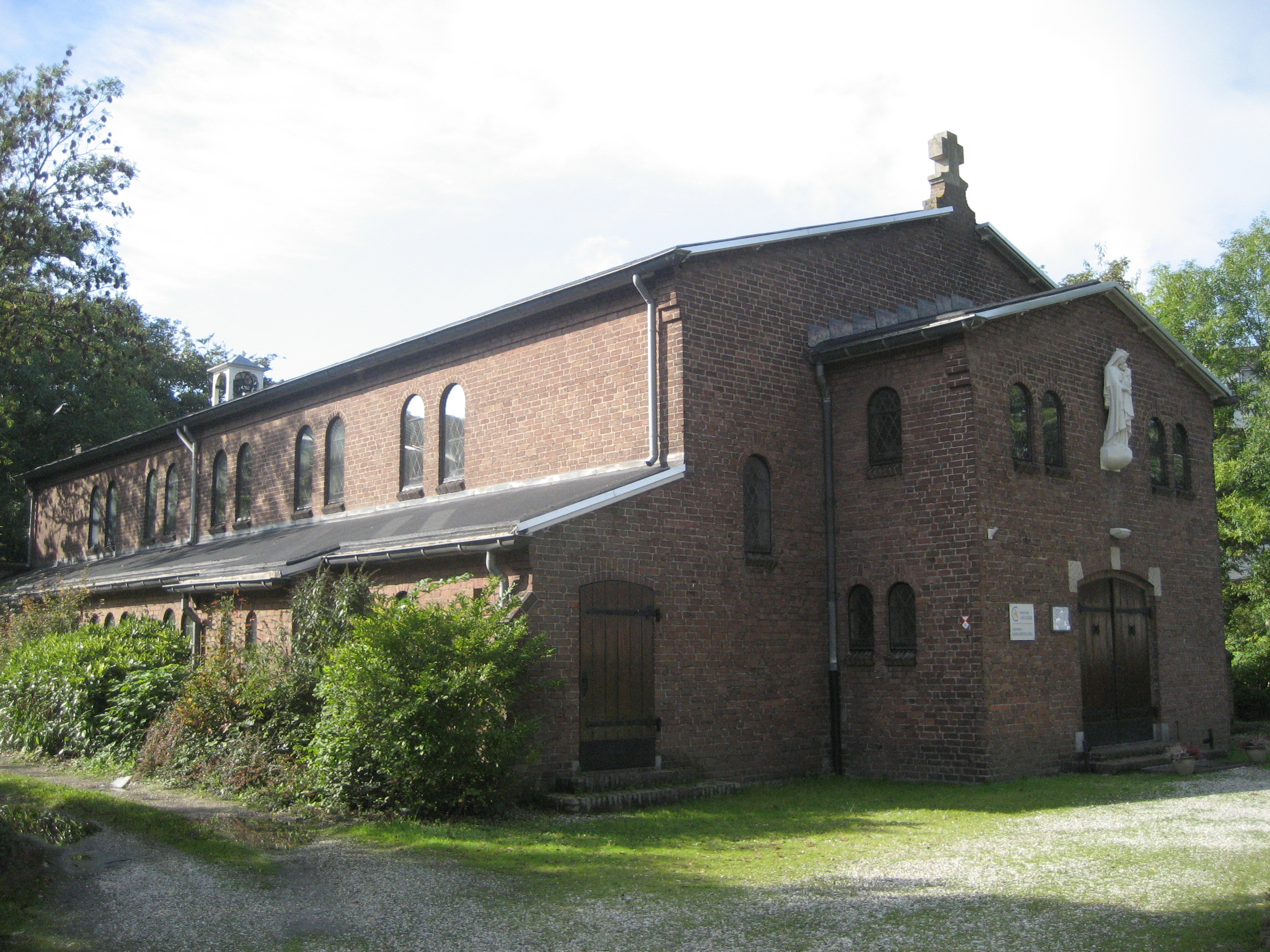
Heilige Maria Middelareskerk (Rijndijk)

De Stevenshof is een wijk en district in de stad Leiden, in de Nederlandse provincie Zuid-Holland. De wijk vormt samen met de Mors en de Leeuwenhoek het Stadsdeel West.
De wijk wordt in het noordoosten begrensd door de Oude Rijn en in het zuidoosten door de spoorlijn Leiden - Den Haag, tevens de gemeentegrens met Voorschoten.
In het zuidwesten is de wijk vrijwel geheel tot aan gemeentegrenzen met Wassenaar en Voorschoten bebouwd en grenst het aan een open veenweidegebied dat zich uitstrekt tot aan Den Haag. Aan de noordwestelijke kant wordt de wijk door de snelweg A44 gescheiden van de gemeente Katwijk.
De Stevenshof had op 1 januari 2023 10.810 inwoners.

## Geschiedenis
De Stevenshof is vernoemd naar de voormalige Stevenshofjespolder, van oudsher een veengebied met weteringen haaks op de Rijn. De wijk is verder gebouwd in de Papenwegse Polder, de Noord-Hoflandsche polder en de Ommedijkse Polder. Het gebied is bij de grenswijziging van 1 juli 1966 met de gemeenten Voorschoten, Wassenaar en de toenmalige gemeente Valkenburg bij de gemeente Leiden gevoegd. (Gemeente Leiden 2008b)
De enige bebouwing in het gebied was toen de Stevenshofjesmolen en de lintbebouwing langs de Rijndijk met vooral boerderijen, bedrijven en Het Haagsche Schouw.
Op 15 december 1982 is de eerste paal geslagen voor de grootschalige bebouwing van de polder. Vanaf toen werd vanaf Het Haagsche Schouw begonnen aan de bouw van de geplande 4500 woningen. De wijk werd halverwege de jaren negentig voltooid met de toevoeging van nog eens 200 woningen.
Aan de zuidwestrand van de wijk is de Stevenshofjesmolen gehandhaafd als herinnering aan de voormalige polder.

## Buurten
Het Stevenshofdistrict is onderverdeeld in 4 buurten:
- Schenkwijk
- Kloosterhof
- Dobbewijk-Noord
- Dobbewijk-Zuid

## Wijkcentrum
Het middelpunt van de wijk wordt gevormd door het wijkcentrum, waar de belangrijkste voorzieningen als het winkelcentrum "De Stevensbloem", het gezondheidscentrum en het buurthuis zijn gegroepeerd. Het centrum grenst verder aan de belangrijkste weg (Stevenshofdreef) en het centrale park, het Stevenspark.

## Verkeer en vervoer

### Verkeersstructuur
De belangrijkste en drukste weg in de Stevenshof is de Stevenshofdreef, de weg parallel aan de Rijn waar aan beide uiteinden de wijk in en uit kan worden gegaan.
Deze weg maakt ook onderdeel uit van de rondweg die verder uit de Hadewychlaan, de Heintje Davidsweg, de Charley Tooropweg, de Mary Zeldenrustweg en de Dobbedreef bestaat.
De wijk heeft directe toegang tot de aansluiting 9 (Leiden-Zuid) op de A44. Alleen verkeer vanuit en richting Wassenaar/Den Haag kan van de aansluiting gebruik maken. Voor de richting Amsterdam moet aansluiting 8 (Leiden) worden gebruikt. Deze aansluiting met de A44 is bereikbaar via de Haagsche Schouwbrug over de Oude Rijn.
De vele vrijliggende fietspaden zorgen ervoor dat de fiets het snelste vervoermiddel binnen de wijk is.

### Openbaar vervoer
De wijk is per trein bereikbaar via station De Vink van waaruit diverse vrijliggende fietspaden diep de wijk in gaan.
Per 15 december 2024 rijden door de wijk de volgende lijnen:
| Lijn | Route                                                                                            | Vervoerder |
| ---- | ------------------------------------------------------------------------------------------------ | ---------- |
| 1    | Stevenshof - De Mors - Centraal Station - Centrum - Leiderdorp - Leyhof                          | Qbuzz      |
| 2    | Stevenshof - De Mors - Centraal Station - Centrum - Leiderdorp - Alrijne Ziekenhuis - Oranjewijk | Qbuzz      |
| 4    | Stevenshof - Lammenschans - Centrum - Centraal Station - Groenoord - Merenwijk                   | Qbuzz      |
| 14   | Stevenshof - Tuinstadwijk - Centrum - Centraal Station                                           | Qbuzz      |

## Economie

### Winkels en horeca
De meeste winkels en voorzieningen zijn geconcentreerd rond het centraal in de wijk gelegen winkelcentrum 'De Stevensbloem', met een winkelaanbod dat vooral op de wijk gericht is (o.a. 2 middelgrote supermarkten). Naast station De Vink bevinden zich nog wat kleinschalige detailhandel en horeca.

### Markt
Op elke donderdag is er markt op het Ina Boudier-Bakkerplein naast het winkelcentrum.

### Overige
Aan de kant van de A44 bevindt zich een kleinschalig bedrijventerrein met een bowlingcentrum. Langs de Rijndijk bevinden zich nog enkele bedrijven, waaronder de Fabriek van Diastatische Producten.

## Onderwijs
De wijk heeft 3 basisscholen: de openbare scholen De Stevenshof en Anne Frank, en de protestants-christelijke BS De Wereldwijzer. Laatstgenoemde is per 1 augustus 2022 ontstaan door een fusie van de voormalige basisscholen De Zwaluw en t' Klankbord. 

## Sport en recreatie
Binnen de wijk liggen tennisbanen van de Tennisvereniging Stevenshof, de natuurijsbaan van IJsvereniging Rijndijk-Hoge Mors en een bowlingcentrum, waar Bowling Menken op het hoogste Nederlandse niveau wedstrijden heeft gespeeld, tot de club in 2009 degradeerde. In 2001 werd de eerste Polderloop gehouden, sindsdien is het een jaarlijks terugkerende hardloopwedstrijd over verschillende afstanden in de wijk geworden. De wijk werd tot 2012 ook elk jaar aangedaan door de Leiden Marathon. Sinds 2013 vanwege het nieuwe parcours niet meer. Voorheen was er elke zomer ook een 12 bruggen skatetocht.
Grotere sportaccommodaties liggen net buiten de wijk in de Hoge Mors (Sportparken Morskwartier I / II en Smaragdlaan) en in Voorschoten (sportpark Adegeest).
Aan de andere zijde van de A44 ligt recreatieplas het Valkenburgse Meer met watersportmogelijkheden (o.a. windsurfen bij S.W.V. Plankenkoorts of Pro-Intro) een ligweide, horeca en het Nationaal Smalspoormuseum.

## Trivia
De meer dan 150 straten in de Stevenshof zijn bijna alle genoemd naar vrouwen. Zo kent de wijk de Anne Frankweg (naar Anne Frank), de Joke Smitstraat (Joke Smit) en de Hannie Schaftstraat (Hannie Schaft).